# Кошћушко (планина)
Планина Кошћушко је са врхом од 2.228 m највиша аустралијска планина. Налази се у склопу Националног парка Кошћушко. Планина је добила име по пољском националном хероју Тадеушу Кошћушку 1840. од стране истраживача, грофа Павела Шчелетског. Кошћушко се простире на територији Новог Јужног Велса.
Данашњи назив, Mount Kosciuszko, званично је у употреби од 1997. а раније се користила верзија Mount Kosciusko.

## Географија
Планина је настала геолошким издизањем. У њеном настанку недавне вулканске активности нису имале удела. Еродиране гранитне интрузије остају на врху као велике громаде изнад јаче еродираних седиментних стена.
Биљне врсте које се налазе у планини укључују:
- Анемонски љутић (Ranunculus anemoneus)
- Викеријева трава (Rytidosperma vickeryae)
- Phebalium (Nematalolepis ovatifolia)
- Била дугмад (Craspedia spp.)
- Снежна гума (Eucalyptus pauciflora)

## Успон на врх планине
Планина Кошћушко је највиши врх континенталне Аустралије. До 1977. било је могуће возити од прелаза Шарлот до неколико метара од врха, али је 1977. пут био затворен за приступ јавним моторним возилима због еколошких разлога. Пут је отворен од пролаза Шарлот за шетаче и бициклисте у дужини од 7,6 km (5 mi) до пролаза Росон, на надморској висини од 2.100 m (6.900 ft). Одатле 1,4 km (1 mi) дуга пешачка стаза води до врха.
Врху се такође може прићи из Тредбоа, при чему је потребно 3 до 3,5 сата за повратно путовање. Ова једноставна шетња почиње са врха жичаре Тредбо Кошћушко Екпрес, која ради током целе године. Стаза за шетњу је популарна лети и представља мрежасту стазу ради заштите аутохтоне вегетације и спречавања ерозије. Она је удаљена 5 km (3,1 mi) од пролаза Росон, где се сусреће са стазом од пролаза Шарлот, а одатле је удаљена још 1,4 km (0,87 mi) до врха. Шетња до овог врха је најлакша од свих седам врхова.
Највиши јавни тоалет у Аустралији изграђен је на прелазу Росан 2007. године, како би се омогућио адекватан приступ локалитету за више од 100.000 људи који посећују планину сваког лета.
| 1 | Северни Рамшед                  |
| 2 | Кошћушко врх, заклоњен облацима |
| 3 | Етриџ распон                    |

| 4 | Планина Кларк (планина Таунсенд је иза ње) |
| 5 | Кенгурски рапон                            |
| 6 | Снежна река                                |

| 1 | Северни Рамшед                  |
| 2 | Кошћушко врх, заклоњен облацима |
| 3 | Етриџ распон                    |

| 4 | Планина Кларк (планина Таунсенд је иза ње) |
| 5 | Кенгурски рапон                            |
| 6 | Снежна река                                |

### Рекреација
Национални парк Кошћушко је такође локација скијашких стаза које су најближе Канбери и Сиднеју, које садрже скијалишта Тредбо, Шарлот Пас и Перишер. Сматра се да су се на планину Кошћушко успињали домородачки Аустралијанци много пре првог забележеног успона Европљана.
Сваке године у децембру, ултрамаратонска трка под називом Обала до Кошћушка успиње се на врх планине Кошћушко након старта на обали удаљеној 240 km (150 mi).

## Више аустралијске планине
Виши врхови постоје унутар територије којом управља или на коју полаже право Аустралија: изван континента су врх Мосон (2.745 m or 9.006 ft) на острву Херд и купола Оргус (4.030 m or 13.220 ft), планина Маклинток (3.490 m or 11.450 ft) и планина Мензис (3.355 m or 11.007 ft) на Аустралијској антарктичкој територији.
Иако није у Аустралији, Панкак Јаја у Новој Гвинеји, Индонезија, која се налази на 4.884 m or 16.024 ft, највиша је планина на Аустралијском континенту, као и у Океанији.

## У популарној култури
Слика Јуџина фон Герарда из 1863. која се налази у Националној галерији Аустралије под називом Поглед на североисток са северног врха планине Кошћушко заправо је са планине Таунсенд.
Аустралијски рок бенд Миднајт ојл снимио је песму под називом „Кошћушко” на свом албуму Red Sails in the Sunset из 1984. године, која се односи на планину. Правопис је промењен на „Kosciuszko” за компилацијски албум групе из 1997. године, 20,000 Watt R.S.L.
Врста гуштера, Eulamprus kosciuskoi, добила је име по планини Кошћушко.
Овај планински врх је био финиш линија пете сезоне Невероватне трке Аустралије.

## Галерија
- Национални парк Кошћушко гледано са врха
- Стуб геодетског маркера на врху
- Источна страна планине
- Шеталиште при врху планине Кошћушко
- Врх гледано са Шарлот Паса, Нови Јужни Велс
- Планина Етериџ са јужне стране приказује тоалет на високој надморској висини на пролазу Росон
- Поглед на планину Кошћушко и ланац Етериџ са врха Снежне реке
- Плакета на врху
- Река која тече са врха
- Језеро Кутапатамба, језеро на највишем месту аустралијског копна
- Суседни планински ланци